# مصفوفة الوحدة

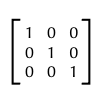

في الجبر الخطي، مصفوفة الوحدة (بالإنجليزية: Identity matrix)‏ هي مصفوفة مربّعة (مربعة أي ان عدد صفوفها يساوي نفس عدد اعمدتها كما هو واضح في المثال التالي) تساوي جميع عناصرها صفرًا، باستثناء تلك الواقعة على قطرها الرئيس حيث تساوي كلّها واحدا.
من أهم خواص مصفوفة الوحدة هو أنّ حاصل ضرب أي مصفوفة {\displaystyle A} مع مصفوفة الوحدة يساوي المصفوفة {\displaystyle A} نفسها.
فيما يلي مجموعة من مصفوفات الوحدة بأحجام مختلفة:
{\displaystyle I_{1}={\begin{bmatrix}1\end{bmatrix}},\ I_{2}={\begin{bmatrix}1&0\\0&1\end{bmatrix}},\ I_{3}={\begin{bmatrix}1&0&0\\0&1&0\\0&0&1\end{bmatrix}},\ \cdots ,\ I_{n}={\begin{bmatrix}1&0&\cdots &0\\0&1&\cdots &0\\\vdots &\vdots &\ddots &\vdots \\0&0&\cdots &1\end{bmatrix}}}